# Times Square

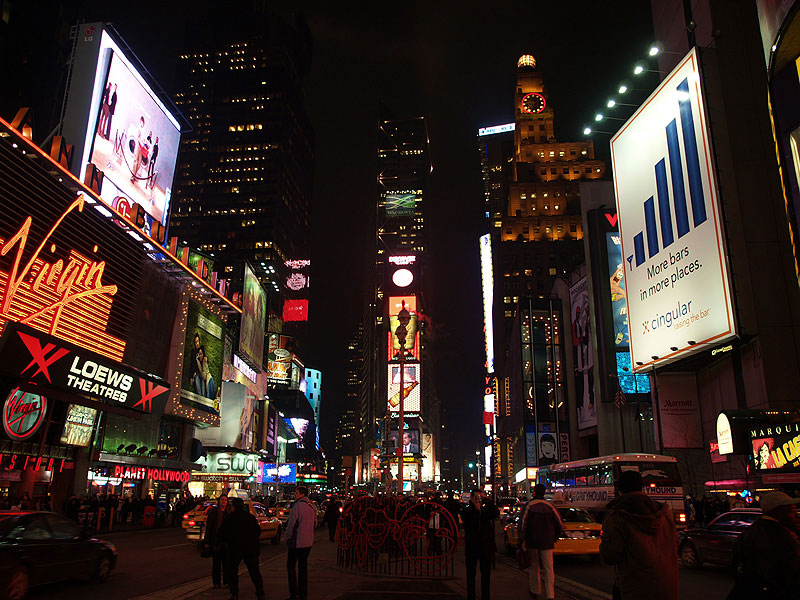
Vista nocturna de Times Square

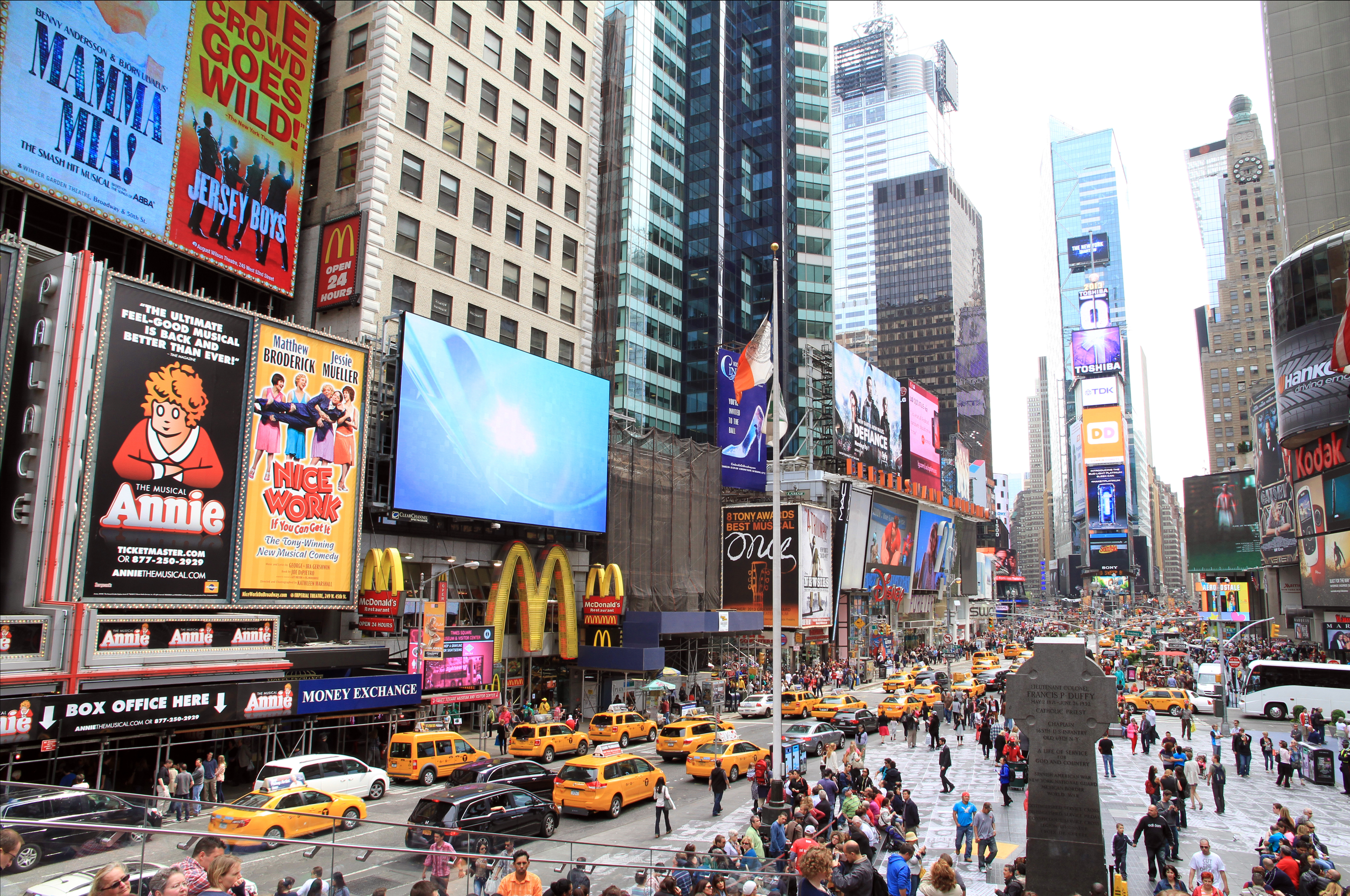
Times Square de dia

Times Square és la plaça per excel·lència de la ciutat de Nova York (EUA), situada en el centre de Manhattan, entre les avingudes sisena i novena, i els carrers 39 a 52.
Es caracteritza per les seves desenes d'anuncis lluminosos publicitaris. Anunciar-se a Times Square és molt car; l'anunci més barat és del de Coca-cola, que paga un milió de dòlars a l'any, a causa d'un antic contracte. La raó per la qual anunciar-se a Times Square és tan car és que s'estima que la plaça té 26 milions de visitants a l'any. Times Square és, juntament amb el parc central de Nova York, la zona metropolitana dels Estats Units d'Amèrica que més ha aparegut en pel·lícules i programes de televisió.

## Història
La zona pertanyia a John Scott, un general de la milícia de Nova York que serví sota el comandament de George Washington. La seva casa senyorial estava situada en allò que avui és el carrer 43, rodejada de camps utilitzats per al cultiu i la cria de cavalls. Durant la primera meitat del segle xix es convertí en una de les possessions premiades de John Jacob Astor.
El 1904, New York Times traslladà les oficines del prestigiós diari a un nou gratacels del carrer 42 a Longacre Square. La festa d'any nou continuà realitzant-se fora de l'edifici original del diari, arribant a ser una de les festes preses com referència per a documentar la nit de cap d'any anualment. El 1913 la seu es mudà de nou a oficines més espacioses de Broadway. L'antic edifici del Times rebé el nom d'Edifici Allied Chemical.
A mesura que la ciutat creixia, Times Square es transformà en un centre cultural ple de teatres, auditoris, hotels i restaurants de luxe. Celebritats com ara Irving Berlin, Fred Astaire i Charlie Chaplin han estat relacionats amb Times Square la dècada dels anys 10. Durant aquest període, a l'àrea li fou concedit el sobrenom de The Tenderloin perquè era suposadament la més coneguda ubicació a Manhattan. No obstant això, la zona estava envaïda per la delinqüència, la corrupció, els jocs d'atzar i la prostitució; un dels successos que hi tingué més repercussió en aquells anys fou la detenció i posterior execució de l'agent de policia Charles Becker.
El 1990, l'Estat de Nova York prengué possessió de sis de les nou sales de cinema històriques del carrer 42.
Per a contrarestar aquesta mala imatge, el batlle Rudolph Giuliani (1994-2002) portà a terme un gran esforç "netejant" la zona, augmentant la seguretat, eliminant els cinemes pornogràfics i els traficants de drogues. Com a conseqüència ascendí el nombre de llocs d'interès turístic i establiments de luxe. Els defensors de la remodelació afirmaren que el barri s'havia fet més segur i net. Els detractors, en canvi, sostenien que el caràcter de Times Square havia quedat diluït.
El novembre de 2006, es modificà el patró de tràfic a través de Times Square, rebent el nom de "Times Square Shuffle" per part del Departament de Transport de la Ciutat de Nova York. Els conductors es veuen obligats a realitzar diversos girs per a arribar a la plaça.
L'any 2017 va ser reformada a càrrec de l'estudi noruec Snøhetta amb l'objectiu de peatonalitzar la zona d'unes dues hectàrees, juntament amb la construcció de diferents bancades de granit en blocs i formes diferents.

## Any Nou a Times Square
Times Square és també coneguda per les celebracions d'Any Nou. Des del 1907, la "Times Square Ball", una bola de 5 tones i 3 metres de diàmetre baixa durant un minut, des de les 23:59 del 31 de desembre fins al canvi d'any, per a celebrar-ho. La bola baixa 42 metres a través d'un màstil especialment dissenyat a sobre de l'edifici "One Times Square".